# Lac des Seize Îles
Lac des Seize Îles är en sjö i Kanada.   Den ligger i regionen Laurentides och provinsen Québec, i den sydöstra delen av landet, 110 km nordost om huvudstaden Ottawa. Lac des Seize Îles ligger 274 meter över havet.
I omgivningarna runt Lac des Seize Îles växer i huvudsak blandskog. Runt Lac des Seize Îles är det mycket glesbefolkat, med 7 invånare per kvadratkilometer.